# Museu de Paleontologia da Universidade Regional do Cariri
O Museu de Paleontologia Plácido Cidade Nuvens é um museu brasileiro que abriga acervo paleontológico oriundo da região do Cariri e pertencente a Universidade Regional do Cariri (URCA). Está situado na cidade de Santana do Cariri, Ceará, região que abriga uma das maiores concentrações de fósseis do planeta, conservando evidências de há 110 milhões de anos.
Estima-se que o museu receba 10 mil visitantes a cada ano.

## História
O museu foi criado pela Lei nº 173/85 de 18 de abril de 1985, oriunda da mensagem do então prefeito de Santana do Cariri, professor Plácido Cidade Nuvens. Foi doado à Universidade Regional do Cariri em de 12 de abril de 1988, que autorizou a celebração de um contrato de comodato por 30 anos. A inauguração do museu ocorreu no dia 26 de julho de 1988 e foi assumido efetivamente pela URCA em 1991.
Em 1997 o museu se tornou um incentivador de pesquisas sobre paleontologia, da divulgação científica, além de apoiador do Cariri. Tudo isso após o Complexo Paleontológico da Chapada do Araripe ser implantado no local.
Regularmente a instituição promove palestras, treinamentos, cursos e encontros por meio do Núcleo de Difusão Tecnológica. Isso torna o museu um local de apoio para pesquisas de todo o planeta.
Em março de 2017, uma nova diretoria se tornou responsável pelo museu. Sérgio Henrique Carvalho Vilaça se tornou Diretor Executivo, enquanto Álamo Saraiva virou, o curador do local.

## Acervo
O museu tem disponível um acervo com documentação especializada em algumas disciplinas, como geologia, biologia, paleontologia, química e física. Também existe conteúdo audiovisual, guardado em uma videoteca, além de um centro de intercâmbio científico.
Junto da parte documental, o museu expõe inúmeras espécimes petrificadas. Desde vegetais, como troncos, samambaias, pinheiros e frutos, até animais, como moluscos, peixes, anfíbios e répteis. Ao todo, são cerca de sete mil itens.

## Projetos
Escavações fixas são mantidas em toda região da Bacia do Araripe e nas cidades de Nova Olinda e Santana do Cariri, que inclui a seleção e armazenamento de diversos fósseis.
Essa ação é uma importante arma para combater o comércio ilegal e tráfico de fósseis.
Também devido ao destaque das pesquisas paleontológicas, o governo do Ceará investiu um grande valor para criar o Geopark Nacional do Araripe, um projeto que visa promover ainda mais estudos sobre o tema. 
Ao todo o parque possui pontos de observação, une ecologia, turismo e paleontologia. Além disso, está localizado nas cidades de Santana do Cariri, Nova Olinda, Juazeiro do Norte e Missão Velha. É considerado o primeiro parque desse tipo na América e no hemisfério Sul.